# Gouwe

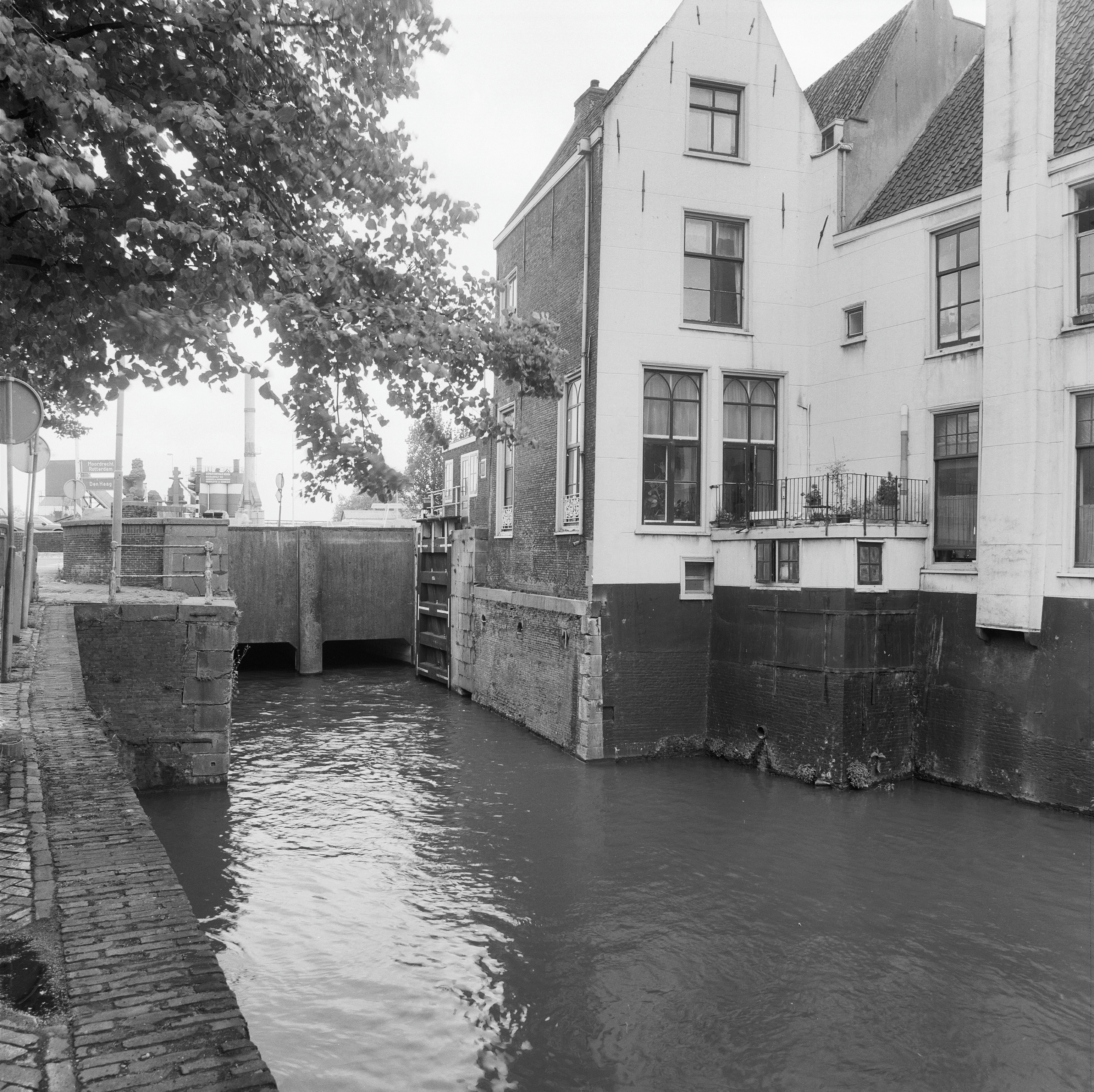
Alte Hafenschleuse in Gouda, Binnenseite, 1986

Die Gouwe ist ein knapp 15 km langer kanalisierter Fluss in Südholland, der in Alphen aan den Rijn am Oude Rijn beginnt und in Gouda in die Hollandse IJssel mündet.

## Geschichte
In lateinischen Urkunden von 1139 und 1178 ist die Gouwe als „Golda“ erwähnt.
Das ursprüngliche Quellgebiet der Gouwe war ein Moor westlich des heutigen Boskoop. Im 13. Jahrhundert wurde sie durch einen Kanal mit dem Oude Rijn verbunden, der zu der Zeit schon lange kein Hauptarm des Rheins mehr war. Im 15. Jahrhundert wurde die Gouwe kanalisiert und Teil der wichtigsten Schifffahrtsroute innerhalb Hollands, die Dordrecht mit Haarlem und später mit Amsterdam verband. Zeugnis dieser Zeit ist das Oude Tolhuis (Alte Zollhaus) an der alten Hafenschleuse in Gouda.

## Gegenwart
Der Anschluss an den Oude Rijn wird schon lange namentlich der Gouwe zugerechnet.
Sie ist für Schiffe bis zu 90 m Länge, 9,5 m Breite und 2,8 m Tiefgang zugelassen. Einen beträchtlichen Teil des starken Verkehrs machen Containerschiffe aus.
Für den Entwässerungsverband Hoogheemraadschap van Rijnland, dessen Gebiet sich von Amsterdam bis nach Gouda erstreckt, ist sie einer der wichtigsten Entwässerungswege.
Dementsprechend ist die heutige Mündung des Flusses einen Kilometer südwestlich der Altstadt von Gouda gestaltet. Sie besteht aus dem Stroomkanaal mit einem großen Schöpfwerk und dem Gouwekanaal, der durch die Julianaschleuse in den Voorhaven führt.
Am nördlichen Stadtrand von Gouda wurde eine Autobahn im Trog unter dem Fluss hindurchgeführt, fließt dieser also jetzt über einen Aquädukt.